# ZMA (entreprise)
Pour les articles homonymes, voir ZMA.
ZMA (en lang-ru|Завод малолитражных автомобилей (ЗМА), Zavod Malolitrajnykh Avtomobileï, « Usine d'automobiles de petit litrage ») est un petit constructeur russe d'automobiles de petite taille. Il a été créé, sur la base du décret n°575 du 21 juin 1985 du conseil des ministres de l'URSS, comme une société autonome, filiale du groupe KamAZ. Son siège se trouve à Naberejnye Tchelny (Tatarstan). La construction de l'usine a été achevée en novembre 1987 et la première voiture - une КамАЗ-1111 "Кама" est sortie des chaines de montage le 21 décembre 1987. 
L'entreprise a été achetée, en mars 2005, par Severstal-Avto qui a décidé d'arrêter la production de vieux modèles et de reconvertir l'entreprise dans l'assemblage et la production de voitures pour le compte de constructeurs automobiles étrangers.

## Modèles

### Anciens modèles
- Oka (1992-2006).

### Modèles actuels
- SsangYong Rexton construction depuis l'automne 2006 ;
- Fiat Palio assemblée selon la méthode CKD entre le printemps 2007 et décembre 2010;
- Fiat Albea assemblée selon la méthode CKD entre le printemps 2007 et décembre 2010;
- Fiat Doblò assemblée selon la méthode CKD entre le printemps 2007 et décembre 2010.